# Fraxetina
Fraxetina é uma cumarina O-metilada. Pode ser encontrada em Fraxinus rhynchophylla A fraxina é um glicosídeo da fraxetina.